# Portfolio (álbum)
Portfolio é o álbum de estreia da cantora jamaicana Grace Jones. Lançado em 1977, pela Island Records, foi precedido por singles lançados por gravadoras independentes entre 1975 e 1976.
As gravações ocorreram nos Sigma Sound Studios, localizado na Filadélfia, Pensilvânia, e a produção ficou aos cuidados do celebrado produtor de música disco, Tom Moulton. 
Enquanto a primeira metade do álbum apresenta um pot-pourri de músicas de aclamados musicais da Broadway, o segundo tem como primeira faixa uma versão cover de "La Vie en rose", seguido por outras três canções, duas das quais co-escritas por Jones.
Portfolio faz parte de uma trilogia de álbuns dedicados a música disco, da parceria entre Jones e Tom Moulton, que inclui os álbuns Fame, de 1978, e Muse, de 1979. 
A capa e o encarte são uma obra de arte concebida por Richard Bernstein, que posteriormente contribuiria com a arte de outros álbuns notáveis de Jones, como Inside Story, de 1986.
As resenhas dos críticos especializados em música foram desfavoráveis. Embora alguns pontuassem que Jones trazia originalidade para a música disco, outros criticaram sua técnica vocal e o repertorio escolhido para o disco.
Comercialmente, no entanto, tornou-se um sucesso. Apareceu em paradas de sucessos de países europeus e americanos, ganhando discos de ouro em lugares como Itália e França.

## Antecedentes
A carreira musical de Grace Jones começou com o lançamento do single "I Need a Man", cuja composição foi feita por Paul Adriam Slade e Pierre Papadiamondis. As gravações ocorreram em 1975, na França, e a divulgação ocorreu primeiro no Japão, seguido de países da Europa.
Dando sequência a sua produção fonográfica, ela gravou em Londres, duas canções: "That's the Trouble" e "Sorry", em 1976. Por volta dessa época, a música disco começava a ser bastante aderida pelas rádios internacionais. Nesse contexto, a gravadora novaiorquina Beam Junction estava buscando artistas que pudessem emular o som disco de artistas como Donna Summer, e contratou o produtor Tom Moulton para mixar as canções de Jones. Quando as canções tiveram bom retorno comercial, eles relançaram "I Need a Man", que se tornou um sucesso na parada de música de dança da revista Billboard.
A gravadora Beam Junction perceberam após o êxito de Jones que não eram grandes o suficientes para promover uma artista como a modelo e cantora e procuraram um parceiro que pudesse ajudar no licenciamento e desenvolvimento do primeiro álbum da artista. A parceria ocorreu com a Island Records, que há muito estava tentando sondar Jones para o seu cast. De acordo com a revista Cash Box, de 13 de agosto de 1977, a cantora assinou o contrato com a Island na semana anterior, tornando-se  a primeira mulher contratada pela gravadora.

## Produção e gravação
O álbum foi gravado e mixado nos Sigma Sound Studios, na Filadélfia, e foi produzido pelo lendário produtor de música disco, Tom Moulton.
O lado A do disco de vinil original é um contínuo medley disco que abrange três músicas de musicais da Broadway: "Send in the Clowns" de Stephen Sondheim de A Little Night Music, "What I Did for Love" de A Chorus Line e "Tomorrow" de Annie. O lado B começa com uma reinterpretação muito pessoal de Jones da música "La Vie en Rose" de Édith Piaf e continua com três novas gravações, duas das quais foram co-escritas por Jones. A versão italiana do álbum exclui "Sorry" e "That's the Trouble", adicionando uma versão estendida de mais de 7 minutos de "I Need a Man".
A arte do álbum foi projetada por Richard Bernstein, um artista que trabalhava para a revista Interview, e que posteriormente contribuiria com as artes dos dois próximos álbuns de Jones, bem como para Inside Story, de 1986.

## Lançamento e divulgação
O álbum foi lançado em 26 de setembro de 1977. Como forma de divulgação, um programa nacional de mídia acompanhou o lançamento, enquanto o departamento de marketing da gravadora emitiu uma variedade de materiais promocionais, incluindo pôsteres, camisetas, adesivos e kits de imprensa.

## Singles
I Need a Man foi o single de estreia de Grace Jones, originalmente gravado e lançado na França pelo selo Orfeus enquanto Jones ainda trabalhava como modelo. É uma fusão de música disco e funk. Seu lançamento inicial passou praticamente despercebido, após ser remixada e relançada em 1977, tornou-se um sucesso, alcançando o primeiro lugar na parada de dança da Billboard. Ao mesmo tempo, contribuiu para a crescente popularidade de Jones na cena gay.
Segundo Jones, o escritor original da música, Paul Slade, era um "músico de sessão anônimo e trabalhador" que havia escrito letras em inglês para cantores franceses que queriam cantar em inglês. Grace afirmou ter ajudado a escrever as letras de "I Need a Man", mas não foi creditada como coautora. A mixagem original de "I Need a Man", juntamente com seu lado B, "Again and Again", permanecem inéditos em CD.
Sorry / That's the Trouble foi o segundo single de Jones, lançado antes de seu sucesso internacional, pelo selo Orfeus na França e Beam Junction nos Estados Unidos. A versão em vinil de 7" de "Sorry" e uma mixagem alternativa de "That's the Trouble" foram incluídas em Portfolio. Tanto a versão original do single quanto a instrumental de "That's the Trouble" permanecem inéditas em CD. As versões estendidas de 12" de ambas as faixas foram lançadas na caixa de Grace chamada Disco. O single atingiu a posição de número 71 na Billboard Hot 100.
A cantora explicou em suas memórias de 2015, que "Sorry" e "That's the Trouble" foram lançadas como um lado A duplo porque ela não queria que nenhuma das músicas fosse apenas um "lado B", que muitas vezes eram vistas como faixas "descartáveis".
La Vie en Rose foi gravada em 1977, especialmente para o álbum de estreia, sendo o terceiro e último single de Portfolio. Jones disse sobre a música: "Essa é uma música muito especial para mim. Ai de Deus, eu choro toda vez que a canto. Eu tive alguns amantes franceses, então toda vez que a canto, penso neles."
A interpretação de Jones, com uma abordagem bastante radical de bossa nova, da canção icônica de Édith Piaf tornou-se o seu primeiro single de sucesso internacional e uma peça fundamental em seu repertório. Mais tarde, foi apresentada como parte de seu show A One Man Show de 1981, sendo a única faixa de sua era disco a ser incluída no show.
A gravação de "La Vie en Rose" de Jones foi relançada várias vezes no início dos anos 1980 e finalmente atingiu a 12ª posição nas paradas do Reino Unido quando relançada como um lado A duplo com "Pull Up to the Bumper" em 1985. O single foi certificado como disco de ouro na França e na Itália. No Canadá mais de 75 mil cópias foram vendidas.

## Recepção crítica
| Críticas profissionais        | Críticas profissionais |
| Avaliações da crítica         | Avaliações da crítica  |
| Fonte                         | Avaliação              |
| ----------------------------- | ---------------------- |
| Allmusic                      | [ 17 ]                 |
| Robert Christgau              | C+                     |
| The Rolling Stone Album Guide | [ 19 ]                 |

Andrew Hamilton, do site AllMusic avaliou com duas estrelas de cinco e escreveu que "embora polidas, as faixas [do álbum] não se destacam. É realmente um álbum do produtor". Ele pontuou que Moulton provavelmente havia concluído seu trabalho com as canções muito antes de saber quem as cantaria. Por fim, ele afirmou que Grace Jones merece o crédito por dar credibilidade em canções como "Send in the Clowns" e "La Vie en Rose".
O crítico Robert Christgau afirmou que Jones canta de forma tão desafinada que a faz parecer inferior a artistas como Andrea True, Linda Ronstadt, Tom Verlaine e Art Garfunkel. Apesar disso, ele vê essa falta de técnica vocal como algo positivo, pois a associa a uma atitude libertária e punk. Aponta a ironia da demanda de Jones por liberdade sexual, em contraste com sua posição de poder como modelo de moda, que é uma indústria muitas vezes associada à exploração e objetificação das mulheres. Por fim, Christgau expressa seu desejo que Jones grave músicas mais desafiadoras em oposição às escolhas mais convencionais do disco.

## Desempenho comercial
Portfolio alcançou a posição de número 52 na parada musical Black Albums Chart da revista Billboard, dos Estados Unidos. Na parada Billboard 200 chegou à posição de número 109. O obteve maior êxito na Europa, chegando ao top 10 da Itália no início de 1978 e nos Países Baixos em 1983. (Ver tabela abaixo)

## Lista de faixas
- Créditos adaptados do encarte do LP Portfolio, de 1977.[20]

| N.º | Título                | Compositor(es)                    | Duração |  |
| 1.  | "Send in the Clowns"  | Stephen Sondheim                  | 7:33    |  |
| 2.  | "What I Did For Love" | Marvin Hamlisch, E. Kleban        | 5:15    |  |
| 3.  | "Tomorrow"            | Martin Charnin, Charles Strouse   | 5:48    |  |
| 4.  | "La Vie en rose"      | Édith Piaf, Louis Gugliemi        | 7:27    |  |
| 5.  | "Sorry"               | Grace Jones, Pierre Papadiamondis | 3:58    |  |
| 6.  | "That's the Trouble"  | Jones, Papadiamondis              | 3:36    |  |
| 7.  | "I Need a Man"        | Papadiamondis, Paul Slade         | 3:23    |  |

## Tabelas
| Tabela musical (1977–1983)              | Melhor posição |
| --------------------------------------- | -------------- |
| Austrália (Kent Music Report)           | 27             |
| Estados Unidos (Billboard 200)          | 109            |
| Estados Unidos (Top R&B/Hip Hop Albums) | 52             |
| França (Top Twenty-Five LPs)            | 9              |
| Itália (Musica e dischi)                | 9              |
| Países Baixos (Dutch Charts)            | 8              |
| Suécia (Sverigetopplistan)              | 22             |

| Tabela musical (1978)   | Posição |
| ----------------------- | ------- |
| Portugal (Música & Som) | 10      |

## Certificações
| Região                                              | Certificação | Vendas   |
| --------------------------------------------------- | ------------ | -------- |
| França (SNEP)                                       | Ouro         | 100,000* |
| Itália (FIMI)                                       | Ouro         | 50,000*  |
| ^números de vendas baseados somente na certificação |              |          |